# Mennyé má!
A Mennyé má! (eredeti cím: Down to Earth) 2001-es amerikai fantasy-filmvígjáték, amelyet Chris és Paul Weitz rendezett. A forgatókönyvet Chris Rock, Lance Crouther, Ali LeRoi és Louis C.K. írták. Ez a harmadik film, amely Harry Segall Heaven Can Wait című színdarabja alapján készült, az 1941-es Zűrzavar a mennyországban és az 1978-as Ép testben épp, hogy élek című filmek után. A film főszereplője Chris Rock, mint Lance Barton.
A filmet 2001. február 16-án mutatták be, és a 30 millió dolláros költségvetésével szemben 71 millió dolláros bevételt ért el.

## Rövid történet
Miután idő előtt meghalt, egy feltörekvő fekete komikus kap egy második esélyt az életre – egy gazdag fehér üzletember testébe bújva.

## Szereplők
| Karakter                | Színész           | Szinkronhang       |
| ----------------------- | ----------------- | ------------------ |
| Lance Barton            | Chris Rock        | Kálid Artúr        |
| Sontee Jenkins          | Regina King       | Náray Erika        |
| King                    | Chazz Palminteri  | Sörös Sándor       |
| Keyes                   | Eugene Levy       | Jakab Csaba        |
| Whitney Daniels         | Frankie Faison    | Vass Gábor         |
| Cisco                   | Mark Addy         | Szombathy Gyula    |
| Sklar                   | Greg Germann      | Csonka András      |
| Mrs. Wellington         | Jennifer Coolidge | Menszátor Magdolna |
| Wanda                   | Wanda Sykes       | Csere Ágnes        |
| Phil Quon               | John Cho          | Pálmai Szabolcs    |
| Apollo-műsorvezető      | Mario Joyner      |                    |
| Gospel-énekesnő         | Bryetta Calloway  |                    |
| Rosa                    | Martha Chaves     | Fazekas Zsuzsa     |
| Charles Wellington, III | Brian Rhodes      |                    |

## Bevétel
A film 64,2 millió dolláros bevételt ért el az Egyesült Államokban, valamint 7 millió dollárt az Egyesült Államokon kívül; összesen 71,2 millió dolláros bevételt hozott.

## Filmzene
A hip-hop és R&B zenét tartalmazó számlista 2001. február 20-án jelent meg a Sony Music Entertainment kiadásában. A Billboard 200-as listán a 71., a Top R&B/Hip-Hop Albums listán pedig a 64. helyet foglalta el.